# Gustav Klemm
Pour les articles homonymes, voir Klemm (homonymie).
Gustav Friedrich Klemm est un historien et un bibliothécaire allemand, né à Chemnitz le 12 novembre 1802 et mort à Dresde le 26 aout 1867. Fils d'un fonctionnaire saxon, il étudie l'Histoire à l'Université de Leipzig.
Proche de la famille royale saxonne, il obtient en 1833 un emploi à la collection royale de porcelaine de Saxe.

## Publications
- Histoire culturelle générale de l'Humanité